# Frilsham
Frilsham är en by och civil parish i närheten av Newbury i Berkshire i England. Byn ligger på en kulle nära Berkshire Downs och omges av skogar och ängar. Byn har ett fotbollslag, en medeltida kyrka och ett hus för gemensamma aktiviteter ("Village Hall"). Näraliggande byar är bland andra Yattendon, Hermitage, Stanford Dingley och Hampstead Norreys. Man kan från byn se ut över Pang valley och även över River Pang.